# Tracheloptychus madagascariensis
Tracheloptychus madagascariensis là một loài thằn lằn trong họ Gerrhosauridae. Loài này được Peters mô tả khoa học đầu tiên năm 1854.